# Hult International Business School
Hult International Business School (auch Hult Business School oder schlicht Hult) ist eine internationale private Business School mit weltweit sechs Standorten in Cambridge, London, San Francisco, Dubai, Shanghai und New York. Sie ist von AACSB, AMBA und EQUIS akkreditiert und somit in den USA, Großbritannien und der Europäischen Union zugelassen. Die Hult Business School zählt in einigen der renommiertesten unabhängigen Ranglisten zu den besten Business Schools weltweit.
Die Business School bietet Bachelor-, Master- und MBA-Studiengänge sowie Schulungen für Führungskräfte durch die Ashridge Executive Education auf dem Ashridge Estate Campus an. Im Jahre 2012 hatte sie etwa 2000 Studenten (MBA, Executive MBA, Master und Bachelor).
Die Hult International Business School ist Verantwortungsträger für den Hult Prize, des weltweit größten Studentenwettbewerbs für soziales Engagement, der in Zusammenarbeit mit der United Nations Foundation und den ehemaligen US-Präsidenten Bill Clinton und Barack Obama veranstaltet wird.

## Geschichte

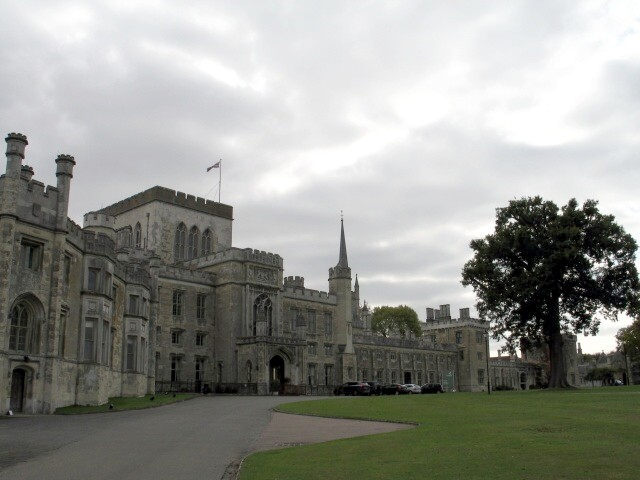
Das im Ashridge House untergebrachte Hult Ashridge Executive Education-Programm gehört zu den Top 10 der besten britischen Programme.

Arthur D. Little, die älteste Unternehmensberatung der Welt, gründete 1964 die Arthur D. Little School of Management (die später zur Hult Business School wurde), eine voll anerkannte gemeinnützige Business School. Die Schule orientierte sich an der MIT Sloan School of Management. 1976 wurde die Schule von der New England Association of Schools and Colleges akkreditiert.
1996 gründete die Arthur D. Little School of Management eine Partnerschaft mit der Carroll School of Management des Boston College, um Zugang zu den Einrichtungen des College zu erhalten. Im folgenden Jahr wurde die Arthur D. Little School of Management zu einer unabhängigen, gemeinnützigen Einrichtung, deren einziger Aktionär die Arthur D. Little Inc. war.
Die Arthur D. Little School of Management galt als das einzige Beispiel für eine anerkannte, gemeinnützige Business School, die sich im Besitz von einem Unternehmen befand. Viele von den lehrenden Professoren waren Vollzeitprofessoren an der Harvard Business School, dem MIT Sloan, Northeastern, Babson und dem Boston College.
Diese Vereinigung führte zu einem effektiven Bildungsprogramm, das in den MBA-Rankings der Zeitschrift The Economist (Platz 1 in international experience und Platz 1 in post graduate salary increase) die besten Plätze erhielt.
Nachdem der Eigentümer ADL 2002 Insolvenz anmelden musste und in den Besitz von Altran überging, wurde die Arthur D. Little School of Management zur Hult International Business School, nach der Umstrukturierung ihrer Mutterberatungsfirma. Im Zuge ihrer Umstrukturierung hat die Hult International Business School einen neuen, international ausgerichteten Lehrplan eingeführt. Dies führte zur Gründung von Hults globalen Standorten in London (2007), Dubai (2008), San Francisco (2010) und Shanghai (2011).
Im Jahr 2007 wurde die Hulton University in London, eine private amerikanische Universität im Londoner Stadtteil Bloomsbury, akquiriert und später als Londoner Campus der Hult International Business School neu gegründet.
Im Jahr 2014 fusionierte die Hult International Business School mit der Ashridge Business School. Nach 2015 begann die Gründung von der Ashridge Executive Education, Hults Programm für Führungskräfte und Manager auf dem Ashridge Estate Campus.

## Zulassungsquote
Die Hult Business School hat eine Akzeptanzrate von 25 %.

## Rankings
Die Hult Business School wurde 2018 von The Economist auf dem 43. Platz der besten Schulen der Welt geführt. In dem weltweiten Ranking der 100 Top Business Schools von der Financial Times erreichte die Hochschule den zweiten Platz in der Kategorie International Course Experience und den vierten Platz in International Business. Zudem ist die Hult Business School in Forbes in der Kategorie International MBAs auf dem 15. Platz weltweit platziert.
| Rankings                                | 2018 | 2017 | 2016 | 2015 | 2014 | 2013 | 2012 | 2011 | 2010 | 2009 | 2008 | 2007 | 2006 | 2005 | 2004 | 2003 |
| --------------------------------------- | ---- | ---- | ---- | ---- | ---- | ---- | ---- | ---- | ---- | ---- | ---- | ---- | ---- | ---- | ---- | ---- |
| The Economist Full-time MBA Ranking     | 43   | 54   | 60   | 65   | 55   | 59   | 31   | 29   | 27   | 44   | 31   | 39   | 33   | 22   | NR   | 43   |
| The Financial Times Global MBA Rankings | NR   | NR   | NR   | NR   | 61   | 57   | 65   | 61   | 94   | 97   | NR   | NR   | NR   | NR   | NR   | NR   |
| The Financial Times Global MIM Ranking  | 53   | NR   | NR   | NR   | NR   | NR   | NR   | NR   | NR   | NR   | NR   | NR   | NR   | NR   | NR   | NR   |

NR = nicht in der veröffentlichten Liste der besten 100 enthalten

## Hult–Prize
Die Hult Business School sponsert in Zusammenarbeit mit den United Nations Foundations seit 2010 den Hult Prize. Der Hult Prize wird an Studenten vergeben, die sich mit aktuellen sozialen Problemen beschäftigen. Der Hult Prize wird in Zusammenarbeit mit der United Nations Foundation ausgerichtet und wurde mit dem ehemaligen US-Präsidenten Bill Clinton bis 2018 und ab 2018 mit Barack Obama veranstaltet. Die besten Teams jeder regionalen Veranstaltung erreichen ein globales Finale. Im Finale wird ein Projekt ausgewählt, das eine Million US-Dollar Wagniskapital erhält.

## Zahlen zu den Studierenden
Im Studienjahr 2022/2023 waren in Großbritannien 1700 Studenten an der Hult International Business School Ltd eingeschrieben. Davon nannten sich 740 weiblich (43,5 %) und 955 männlich (56,2 %). Im Herbst 2022 waren 2176 Studenten an der Hult in Cambridge, Massachusetts, eingeschrieben. Davon waren 39 % weiblich und 61 % männlich.

## Studiengebühren
Die Studiengebühren für das vierjährige Bachelor-of-Business-Administration-Studium belaufen sich nach Hult im Schnitt auf 263.000 $. Die jährlichen Programmkosten (2019–2020) sind mit 45.000 $ pro Jahr für das Studium in Boston oder San Francisco und 28.230 £ für das Programm auf dem Londoner Campus verzeichnet. Die Studiengebühren für das einjährige Masterprogramm (2019–2020) belaufen sich nach Hult auf 46.000 $ in Boston, 33.000 £ in London und 48.000 $ in San Francisco.

## Business Professor of the Year Award
Hult Business School und die The Economist Intelligence Unit (EIU) gründeten gemeinsam den Business Professor of the Year Award.